# 大吉山
大吉山（だいきちやま）は京都府宇治市にある標高131.6mの山。登山道の途中にある展望台からは宇治市の街並みを一望することができ、夜には夜景を望むことができる。正式名称は仏徳山。

## 概要
宇治駅から徒歩10分の位置にあり、朝日山が隣接している。山頂までは1km、歩いて20分なのでハイキングコースとして人気がある。登山口には宇治十帖「総角」の碑や、与謝野晶子の歌碑が設置されている。登山道は東海自然歩道となっており、四季の植物を見ることができる。また山頂には三等三角点が設置されている。山の麓には世界遺産である宇治上神社や興聖寺、宇治川を跨げばこれまた世界遺産である平等院がある。仏徳山、朝日山、二子山、興聖寺、宇治上神社、宇治神社などを含む範囲を宇治山として名勝に指定されている。

## 大吉山が出てくる作品
響け! ユーフォニアム-主人公とその友達が作中にて、展望台がある大吉山風致公園で演奏する場所としてたまに登場する。

## 周辺の施設・観光地
- 大吉山展望台
- 平等院
- 宇治上神社
- 宇治神社
- 宇治川
- 縣神社
- 宇治橋
- 宇治市源氏物語ミュージアム
- 天ヶ瀬ダム
- 興聖寺
- さわらびの道

## アクセス
宇治(JR西日本)駅から宇治橋を渡って北へ徒歩20分、宇治(京阪)駅からさわらびの道を通って南へ徒歩約15分

展望台からみた宇治市